# حدود الإمبراطورية الرومانية

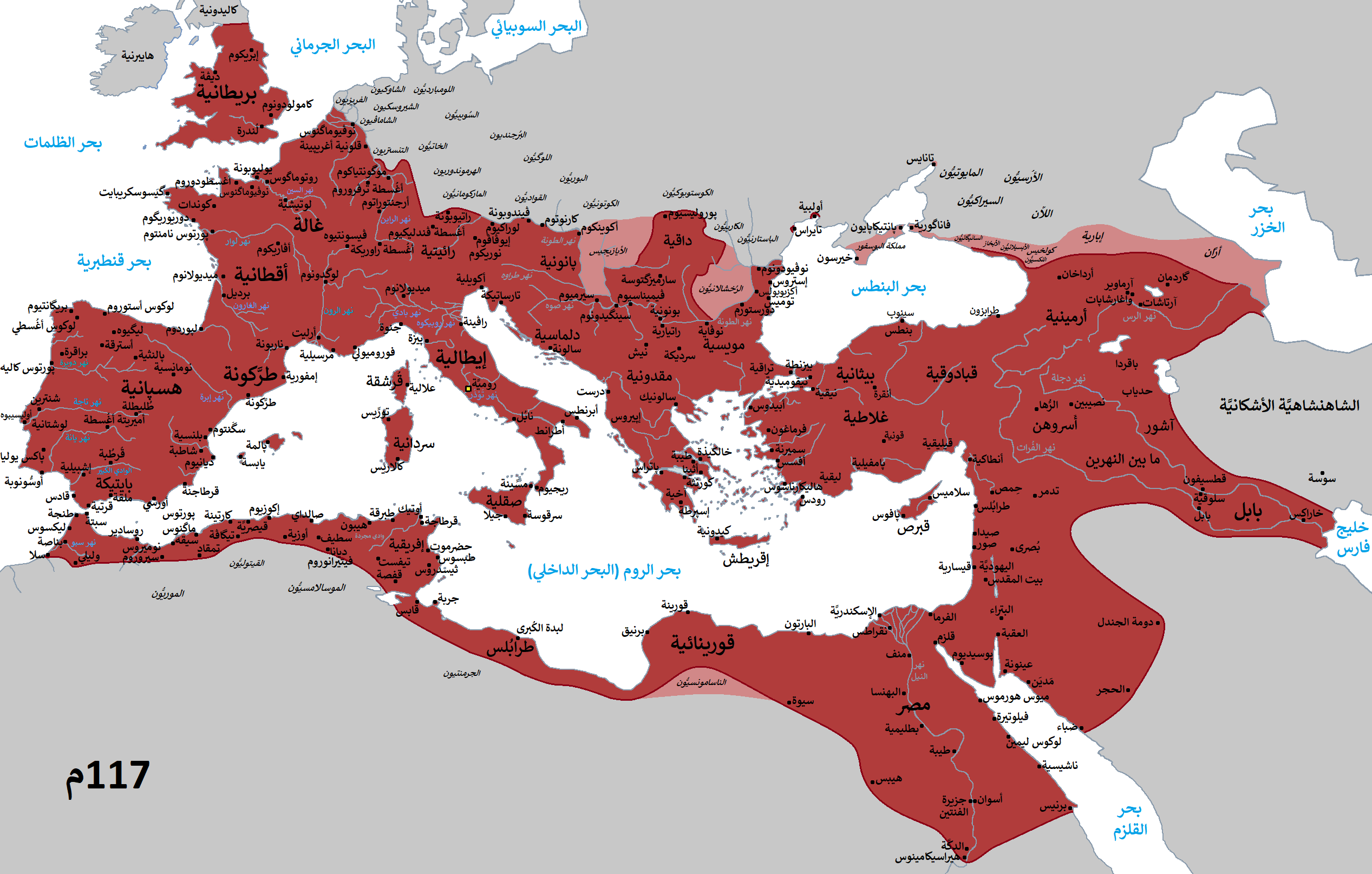
الإمبراطورية الرومانية في أقصى حد لها ، في 117 م (الدول العميل باللون الوردي).

تم التعرف على حدود الإمبراطورية الرومانية، التي تقلبت طوال تاريخ الإمبراطورية، كمزيج من الطرق العسكرية والحصون المرتبطة، والحدود الطبيعية (أبرزها نهري الراين والدانوب) والتحصينات من صنع الإنسان التي تفصل أراضي الإمبراطورية عن البلدان خارجها.

## الليمس
يتم استخدام كلمة الليمس أحيانًا من قِبل علماء العصر الحديث للدلالة على حدود الإمبراطورية الرومانية ولكن لم يتم استخدامها من قبل الرومان على هذا النحو. بعد القرن الثالث، كان مصطلحًا إداريًا، يشير إلى منطقة عسكرية، يقودها إحدي dux limitis .